# トロン：ライジング
『トロン：ライジング』（原題: Tron: Uprising）は、2012年6月7日から2013年1月28日まで、アメリカのディズニーXDで放送されたディズニー・テレビジョン・アニメーション製作によるコンピュータアニメーションシリーズ。1982年の映画『トロン』と、2010年の続編『トロン: レガシー』との間の空白の28年間を描くスピンオフ作品である。
日本では2013年2月15日から11月8日までディズニーXDで放送された。その他の国は#国際リリースを参照。

## 登場人物
| 役名      | オリジナル版                 | 日本語吹き替え版 |
| --------- | ---------------------------- | ---------------- |
| ベック    | イライジャ・ウッド           | 伊東健人         |
| トロン    | ブルース・ボックスライトナー | 高瀬右光         |
| ペイジ    | エマニュエル・シュリーキー   | 棟方真梨子       |
| パヴェル  | ポール・ルーベンス           | 白熊寛嗣         |
| マーラ    | マンディ・ムーア             | 山口理恵         |
| ゼッド    | ネイト・コードリー           | 高坂宙           |
| テスラー  | ランス・ヘンリクセン         | 西凜太朗         |
| エイブル  | レジナルド・ヴェルジョンソン | 仲野裕           |
| クルー2.0 | フレッド・タタショア         | 磯部 勉          |
| カトラー  | ランス・レディック           | 鏡優雅           |
| クオラ    | オリヴィア・ワイルド         | 小松由佳         |

## スタッフ
- 原作 - エドワード・キッツィス、アダム・ホロウィッツ
- キャラクター原作 - スティーブン・リズバーガー、ボニー・マクバード
- コンサルティングプロデューサー - ジャスティン・スプリンガー、エドワード・キッツィス、アダム・ホロヴィッツ
- 総監督 - チャーリー・ビーン
- シリーズ構成 - スコット・ニマーフロ
- アートディレクター - アルベルト・ミエルゴ
- リードキャラクターデザイン - ロバート・ヴァリー
- キャラクターデザイン - 阿波パトリック徹、アラン・カースウェル、クリストファー・リッター、ロメオ・デル・ロサリオ
- リードビークルデザイン - ダニエル・サイモン
- ビークルデザイン - ジョジョ・アグイラー、レ・タン、アニス・ナイーム
- プロップ&エフェクトデザイン - ジョジョ・アグイラー、エリック・ロイド・ブラウン、トッド・フレデリクセン
- 色彩設計 - レティシア・レイシー
- 造形監督 - 片塰満則
- テクニカルディレクター - レオ・ライリー、ピート・クランチェヴィッチ、ジョン・クランチェヴィッチ、ブライアン・ディーマー、他
- 編集 - ショーン・コイル、トニー・ミズガルスキ
- 音楽 - ジョセフ・トラパニーズ
- ラインプロデューサー - マリー・マッファイ
- アニメーション制作 - ディズニー・テレビジョン・アニメーション、ポリゴン・ピクチュアズ
- 製作 - ディズニー・テレビジョン・アニメーション

## エピソード
| 話数 | サブタイトル （原題）                   | 脚本                                                                                             | ストーリーボード | 演出 （ストーリーボードディレクター）     |
| ---- | --------------------------------------- | ------------------------------------------------------------------------------------------------ | --- | ----------------------------------------- |
| 1    | 序章 （Beck's Beginning）               | エドワード・キッツィス アダム・ホロウィッツ                                                      | ロバート・ヴァリー アルベルト・ミエルゴ ホアキン・ドス・サントス ポール・ルーディッシュ クリス・リカルディ ジュノ・リー ソンジン・アン マイケル・キム | チャーリー・ビーン                        |
| 2    | 反逆者 パート1 （The Renegade, Part 1） | エドワード・キッツィス アダム・ホロウィッツ カムラン・パシャ アダム・ヌスドルフ ビル・ヴォルコフ | リカルド・デルガド ジャエ・キム カルヴァン・リー ポール・ルーディッシュ                                                                               | チャーリー・ビーン                        |
| 3    | 反逆者 パート2 （The Renegade, Part 2） | エドワード・キッツィス アダム・ホロウィッツ カムラン・パシャ アダム・ヌスドルフ ビル・ヴォルコフ | ハイコ・ドレンゲンバーグ ショーン・ソング | チャーリー・ビーン                        |
| 4    | アルゴン・レース （Blackout）           | エドワード・キッツィス アダム・ホロウィッツ                                                      | ネイト・クレソウィッチ カルヴァン・ツァン | チャーリー・ビーン （スンヒョン・オ）     |
| 5    | 記憶 （Identity）                       | ビル・ヴォルコフ                                                                                 | ソンジン・アン ジュノ・リー エド・タデム | チャーリー・ビーン                        |
| 6    | 孤島 （Isolated）                       | アンドレ・ボーマニス                                                                             | ハイコ・ドレンゲンバーグ ショーン・ソング | チャーリー・ビーン                        |
| 7    | 代償 （(Price of Power）                | アダム・ヌスドルフ                                                                               | ジャエ・ウー・キム アラン・ワン | チャーリー・ビーン （スンヒョン・オ）     |
| 8    | 懸賞 （The Reward）                     | スコット・ニマーフロ アンドレ・ボーマニス                                                        | エリック・カネーテ ジャエ・ホン・キム アラン・ワン | チャーリー・ビーン （ロバート・ヴァリー） |
| 9    | 傷跡 パート1 （Scars, Part 1）          | ビル・ヴォルコフ                                                                                 | ソンジン・アン エリック・カネーテ ネイト・クレソウィッチ ジュノ・リー                                                                                 | チャーリー・ビーン （スンヒョン・オ）     |
| 10   | 傷跡 パート2 （Scars, Part 2）          | ビル・ヴォルコフ                                                                                 | ソンジン・アン エリック・カネーテ ジュノ・リー | チャーリー・ビーン （スンヒョン・オ）     |
| 11   | 監禁 （Grounded）                       | アダム・ヌスドルフ                                                                               | ハイコ・ドレンゲンバーグ ショーン・ソング | チャーリー・ビーン （ロバート・ヴァリー） |
| 12   | 責任 （We Both Know How This Ends）     | アダム・ヌスドルフ アケーラ・クーパー                                                            | トム・デロジャー アラン・ワン | チャーリー・ビーン （スンヒョン・オ）     |
| 13   | 封印 （The Stranger）                   | スコット・ニマーフロ アダム・ヌスドルフ ライアン・モッテシャード                                 | ヘイコ・ドレゲンバーグ ショーン・ソング ロバート・ヴァリー                                                                                            | チャーリー・ビーン                        |
| 14   | 覚悟 （Tagged）                         | アダム・ヌスドルフ ビル・ヴォルコフ                                                              | ソンジン・アン ジュノ・リー | チャーリー・ビーン （スンヒョン・オ）     |
| 15   | 感染 （State of Mind）                  | マーク・リットン アダム・ヌスドルフ ビル・ヴォルコフ                                             | エリック・カネーテ ナン・ジョンシク ハン・タエ・ホウ                                                                                                  | チャーリー・ビーン （スンヒョン・オ）     |
| 16   | 和解 （Welcome Home）                   | アダム・プリンス スコット・ニマーフロ ドナ・ソーランド                                           | カルヴァン・リー ロバート・ヴァリー | ロバート・ヴァリー                        |
| 17   | 共感 （Rendezvous）                     | ビル・ヴォルコフ                                                                                 | ハイコ・ドレンゲンバーグ ショーン・ソング | チャーリー・ビーン （スンヒョン・オ）     |
| 18   | 苦闘 （No Bounds）                      | スコット・ニマーフロ ドナ・ソーランド                                                            | ソンジン・アン ジュノ・リー カルヴァン・リー | チャーリー・ビーン （ロバート・ヴァリー） |
| 19   | 革命 （Terminal）                       | スコット・ニマーフロ アダム・ヌスドルフ ドナ・ソーランド                                         | エリック・カネーテ カルヴァン・リー スンヒョン・オ | チャーリー・ビーン （スンヒョン・オ）     |

## 国際リリース
| 国/地域          | チャンネル             | シリーズ初演                                            | 国のタイトル         |
| ---------------- | ---------------------- | ------------------------------------------------------- | -------------------- |
| アメリカ合衆国   | ディズニーXD           | 2012年6月7日                                            | Tron: Uprising       |
| カナダ           | ディズニーXD           | 2012年6月23日                                           | Tron: Uprising       |
| イギリス         | ディズニーXD           | 2012年7月12日（プレビュー） 2012年9月28日（プレミア）   | Tron: Uprising       |
| スペイン         | ディズニーXD           | 2012年11月1日                                           | Tron: La Resistencia |
| ロシア           | ディズニー・チャンネル | 2012年6月7日                                            | Трон: Восстание      |
| メキシコ         | ディズニーXD           | TBA 2013年                                              | Tron: Resurrección   |
| マレーシア       | ディズニーXD           | 2012年11月13日                                          | Tron: Uprising       |
| インド           | ディズニーXD           | 12月 2012年                                             | Tron: Uprising       |
| ポーランド       | ディズニーXD           | 2012年10月20日                                          | Tron: Rebelia        |
| 南アフリカ共和国 | ディズニーXD           | 2012年10月6日                                           |                      |
| フランス         | ディズニーXD           | 2012年10月10日                                          | Tron la révolte      |
| ベルギー         | ディズニーXD           | 2012年10月10日                                          | Tron la révolte      |
| 日本             | ディズニーXD           | 2013年1月13日（序章） 2013年2月15日（シリーズ放送開始） | トロン：ライジング   |